# Roller derby ai I World Skate Games
Le competizioni di roller derby ai I World Skate Games si sono svolte dal 2 al 4 settembre 2017 a Nanchino, in Cina

## Podi

### Uomini
| Evento        | Oro         | Argento   | Bronzo |
| Torneo Senior | Stati Uniti | Australia | Spagna |